# 天下万国
天下万国（てんかばんこく）とは、中華圏と中華外をまとめた世界のことである。夏殷周の時代に用いられ始めた。南宋から清代にかけては、中華思想に組み込まれたが、現在の中国では古代と同じ意味で使われる。

## 意味
天下とは、天帝の下、つまり中華を内包する全世界のことである。
万国とは、万（=多くの）国々という意味であり、中華王朝と諸民族を合わせた全ての人々のことである。
つまり直訳すると、「全世界の全人類」となる。また中国語としては、「世界人民と世界」といったような意味となるが、上記での世界とは世界中の土地、といった意味である。

## 夏殷周三代以降
1846年の「海国四説」にも天下万国の記述があることから、以降は中華圏の外の広がり、つまり認知する世界の広がりに応じて広がっていったと考えられる。しかし、南宋からの朱子学の発展による中華思想が、天下=中華として結びつける考えが浸透し、中華王朝を天下、万国を中華以外の他国の総称とする見方が主流となった。

## 近現代
辛亥革命時期には王権の普遍性が揺らぎ始め、王朝を天下（天帝直下）、他の諸国を含めて万国とする、という見方が消滅し、「天下万国」という一単語で、世界中の人類と土地を表す、といった元の意味に統一されていった。